# Mustafa Mansour
Mustafa Kamel Mansour (in arabo مُصطفى كامل منصور‎?; Alessandria d'Egitto, 2 agosto 1914 – Il Cairo, 24 luglio 2002) è stato un calciatore egiziano, di ruolo portiere.

## Carriera
Partecipò al Mondiale del 1934 con la Nazionale egiziana, dove venne subito eliminato dall'Ungheria e si fratturò il naso nel corso del match. Due anni dopo prese parte ai Giochi Olimpici di Berlino. Si trasferì poi in Scozia per ottenere un diploma in educazione fisica al Jordan Hill Training College e lì continuò a giocare  a calcio. Allo scoppio della guerra tornò in Egitto dove divenne allenatore e dirigente. Dal 1958 al 1961 fu segretario generale della CAF ed in seguito ottenne anche il ruolo di ministro nel Governo egiziano.